# Clade BEP
Pour les articles homonymes, voir BEP.
Clade
Le clade BEP (Bambusoideae, Ehrhartoideae, Pooideae) est un clade de plantes de la famille des Poaceae.
Ce clade, qui regroupe plus de 5400 espèces, soit près de la moitié des espèces de la famille, est l'une des deux grandes lignées évolutives, de rang taxonomique  non précisé, définies chez les graminées.
Son groupe frère est le clade PACMAD. Contrairement à ce dernier, dont beaucoup d'espèces ont évolué vers la photosynthèse en C4, les plantes du clade BEP utilisent toutes la voie photosynthétique en C3.

## Liste des sous-familles, tribus et non-classés
Selon NCBI (1 avr. 2013) :
- sous-famille des Bambusoideae
  - tribu des Arundinarieae
  - tribu des Bambuseae
  - tribu des Olyreae
- sous-famille des Ehrhartoideae
  - tribu des Ehrharteae
  - tribu des Oryzeae
- sous-famille des Pooideae
  - tribu des Ampelodesmeae
  - tribu des Aveneae
  - tribu des Brachyelytreae
  - tribu des Brachypodieae
  - tribu des Bromeae
  - tribu des Diarrheneae
  - tribu des Lygeeae
  - tribu des Meliceae
  - tribu des Nardeae
  - tribu des Poeae
  - tribu des Stipeae
  - tribu des Triticeae
  - non-classé Pooideae incertae sedis